# Трисел
Трисел (на английски: trysail) е морски термин, многозначно понятие, което може да обозначава:
1) косо триъгълно или четириъгълно ветрило. Долната шкаторина на трисела е пришнурована за гика, горната шкаторина – към гафела, предната – към мачтата (трисел-мачта) или плъзгачите, ходещи по мачтата. Свалянето на трисела става с помощта на гитовите снасти (въжета), пристягащи средата на ветрилото към мачтата и гафела. Гитовият, подтягащ шкаторината към гафела, се нарича горен гитов, а подтягащият към мачтата – долен. Основният гитов се закрепва по средата на задната шкаторина на трисела и е прекаран през блок под петата на гафела.
Cъществуват следните разновидности трисели:
- основни ветрила на съдовете с косо ветрилно стъкмяване, поставящи се зад мачтите;
- допълнителни ветрила на съдовете с основно право ветрилно стъкмяване, поставящи се зад мачтите;
- щормови ветрила на яхтите

(по-подробно виж по-долу).
2) Част от рангоут – дърво, разположено вертикално зад мачтата, по което се вдига и спуска гафела (малка мачта, която е разположена съседно до гротмачтата, към кърмата от нея или прикрепяна, за големите съдове, към истинска) – трисел-мачта, която понякога също се нарича сноу-мачта (в зависимост от основната мачта, към която е прикрепена трисел-мачтата, тя се казва фор-трисел-мачта (фор-трисел), грот-трисел-мачта (грот-трисел), бизан-трисел-мачта).
Триселът е основно ветрило на гафелните шхуни, при които това наименование носят фокът, гротът и бизанът.
На яхтите трисел се нарича щормовото ветрило с малка площ, ушито от здрав плат. Триселът се поставя вместо грот и се вдига с грот-фала (при бермудско стъкмяване) или с гардела (при тези с гафелно стъкмяване). Управляването на трисела е чрез трисел-шкот, заложен на шкотовия ъгъл и прокаран на кърмата на яхтата така, че линията на тягата на шкота да дели шкотовия ъгъл на трисела примерно наполовина. Триселът при яхтите няма гик (гика се закрепва или сваля от бугела и се прибира на палубата) и обвързва по всички шкаторини. Обикновено площта на трисела съставлява не повече от 20% от нормалната ветрилна площ на яхтата.

## Гафелен трисел
Гафелният трисел е основно ветрило за гафелните шхуни и другите ветроходни съдове с гафелно ветрилно въоръжение.
Също така гафелен трисел се нарича допълнителното косо четириъгълно ветрило, поставяно на съдовете с основно право ветрилно стъкмяване зад главната мачта с помощта на гафела – наклонено рангоутно дърво, вдигащо се по мачтата и подпряно в нея с единия си край.
Отличителната особеност на всеки един гафелен трисел се явява наличието на вече споменатия гафел, във връзка с което той се именува гаф-трисел или трисел-гафел. Също така гафелен трисел често се съкращава просто до трисел.
В зависимост от това, на коя мачта се намира гафелния трисел, неговото пълно наименование звучи като грота-гаф-трисел (грот-гаф-трисел), или като грот-трисел-гафел фор-трисел-гафел и т.н.
Уточненията „гаф-“ и „-гафел“ често се пропускат и ветрилата могат да се наричат грот-трисел (грота-трисел), фор-трисель, бизан-трисел. А при реда на наименуване, когато наименованията завършват на „-трисел-гафел“, уточнението „трисел“ също може да се изпуска, и тогава ветрилата могат да се казват фор-гафел, бизан-гафел и т.н.
На съдовете само с косо гафелно въоръжение (или на съдовете с основно право ветрилно въоръжение при липсата на прав бизан на бизанмачтата) триселите въобще могат просто да се наричат фок, грот и бизан.
|  |                                                                                        |                                                                                                  |  |                                                 |                                                  |                                    |
|  | Рис. 1. Гафелен трисел                                                                 | Рис. 1. Гафелен трисел                                                                           |  | Рис. 2. Гафелен трисел със слаблин              | Рис. 2. Гафелен трисел със слаблин               | Рис. 2. Гафелен трисел със слаблин |
|  | На схемата: 1. Мачта 2. Гафел 3. Нок на гафела 4. Пета на гафела 5. Гик 6. Нок на гика | 7. Пета на гика 8. Мустаци 9. Бейфут 10. Самият трисел 11. Шпрюйт 12. Дирик-фал 13. Гафел-гардел |  | На схемата: 1. Гик 2. Гафел 3. Мачта 4. Слаблин | 5. Шпрюйт 6. Дирик-фал 7. Гафел-гардел 8. Бейфут |                                    |

Гафелният трисел представлява косо четириъгълно ветрило, имащо формата на неправилен трапец (№10 на рис.1). С долната си шкаторина (ръб) триселът се крепи (завързва) към гика (№5 на рис.1), а с горната си шкаторина – към гафела (№2 на рис.1), с предната – към мачтата (трисел-мачта) (№1 на рис.1). Съществуват различни способи за закрепване на предната шкаторина на трисела към мачтата:
- привързване непосредствено към мачтата с помощта на слаблин (№4 на рис.2).
- крепи се (завързва се) към раксите, които вървят по жлеб[17] (плъзгачи по мачтата[7] по закрепена на нея специална релса[18]),
- към движещи се по мачтата дървени или железни обръчи сегарси[16] (сегерси[5]).

Петата на гафела има мустаци (№8 на рис.1), обхващащи мачтата, краищата на които се затягат с бейфути (№9 на рис.1), позволявайки на петата да се плъзга по протежение на мачтата. Петата на гафела се качва до мястото на гафел-гардела (№13 на рис.1), а необходимият ъгъл на наклон се придава с помощта на дирик-фала (№12 на рис.1).
Свалянето на трисела става с помощта на гитовите въжета, притягащи средата на ветрилото към мачтата и гафела. Гитов, закрепен към горната половина на задната шкаторина и опъващ задната шкаторина към гафела, се нарича горен гитов, а гитов, закрепен към долната половина на задната шкаторина и опъващ ветрилото към мачтата – долен. Между тях, по средата на задната шкаторина, се крепи гитов, който се нарича коренен. Горните гитови са проведени през блокове, поставени под гафела и неговите мустаци (под петата на гафела), и нататък към основата на мачтата, където се закрепват за мачтата или нагелна планка. Долните гитови се прокарват през блок, прикрепен към сегарса на ветрилото, и нататък надолу към нагелна планка или за мачтата. Корените гитов водят направо през блока под мустаците на гафела, нататък и надолу се закрепват там, където и горните гитови.

## Щормови яхтен трисел
При яхтите трисел се нарича щормовото ветрило с неголяма площ, съшито от здрава парусина (брезент). Триселът се поставя вместо грота и се вдига чрез грота-фала (при бермудското ветрилно стъкмяване) или чрез гардела (при гафелното). Обичайно площта на щормовия яхтен трисел съставлява не повече от 20% (17,5%) от нормалното платно. За разлика от гафелното, при бермудското ветрилно въоръжение щормовият яхтен трисел представлява косо триъгълно ветрило.
Управляването на трисела става чрез трисел-шкот, завъртян на шкотовия ъгъл и проведен към кърмата на яхтата така, че линията на тягата на шкота да дели шкотовия ъгъл на трисела примерно наполовина. Триселът на яхтите няма гик (гикът се закрепва или сваля от бугела и се поставя на палубата) и се обликова по всички шкаторини.

## Коментари
1. ↑  Естествено, всички току що изброени варианти са в случая при разполагане на гротмачтата.
2. ↑  При разполагане на фокмачтата.
3. ↑  Когато и така става ясно, че става дума за гафелен трисел (гаф-трисел или трисел-гафел).
4. ↑  Пример за имената на ветрилата при гафелните шхуни като фок, грот и бизан – виж Цурбан А. И.(С. 173, § 30).
5. ↑  Все същата задна шкаторина.